# 刘海清
刘海清（1921年—2007年8月18日），四川通江人，中国人民解放军大校。
1933年参加中国工农红军，1935年参加长征。此后参加平津战役、渡江战役、广西战役。1950年，参加了朝鲜战争，任38军113师副师长。后担任第38军军长、河北省委书记、北京军区副司令员、乌鲁木齐军区副司令员、兰州军区副司令员、兰州军区副司令员兼新疆军区司令员等职。2007年去世。